# خطأ كتابي للنطاق

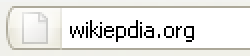
رابط إلكتروني مُدخل بطريقة خاطئة يمكن أن يقود إلي موقع إلكتروني مُشغل بواسطة محتل للفضاء الإلكتروني.

خطأ كتابي للنطاق، يُطلق عليه أيضاً اختراق الروابط الألكترونية، أو موقع اللدغة، أو الرابط الألكتروني المزيف، وهو شكل من أشكال احتلال الفضاء الألكتروني و ربما سرقة العلامة التجارية والذي يعتمد على الأخطاء مثل الخطأ المطبعي والتي تُرتكب من مستخدمين الإنترنت حينما يدخلون عنوان لموقع ما في المتصفح. حيث يُفترض بمستخدم ما أن يدخل رابط الموقع بالخطأ، حيث يتم إعادة توجيههم إلى أي موقع (والتي ربما يكون مملوك لمحتل للفضاء الإلكتروني).
احتلال الفضاء الإلكتروني عن طريق الرابط الإلكتروني سوف يكون عادة واحد من خمس أنواع، كلهم شبيهين برابط موقع الضحية (كمثال: example.com) 
- الأخطاء الإملائية المشهورة، أو التهجية باللغة الأجنبية، للموقع المطلوب: exemple.com [ك‍]
- أخطاء إملائية والتي تكون في الأخطاء المطبعية: examlpe.com [ك‍]
- اسم النطاق صيغته بشكل مختلف: examples.com
- نطاق المستوي الأعلي المختلف: example.org
- إساءة استخدام النطاق الأعلى في ترميز الدولة: عن طريق استخدام .cm  كما في example.cm، عن طريق استخدام .co كما في example.co، عن طريق استخدام عمان كما في example.om. ترك شخص ما رسالة في موقع منتهي com.  وحدث خطأ ما وأرسلت الرسالة إليرابط موقع إلكتروني زائف.

حينما تكون في موقع لمحتل للفضاء الإلكتروني، المُستخدم ربما يتم خداعه إلي التفكير أنه في الموقع الأصلي، وذلك عن طريق استخدام محتويات الموقع المشابه أو شكله أو اللوجو الخاص به. قد يتم إستخدامه في البريد الألكتروني الغير مرغوب فيه (سبام) في بعض الأحيان لكي يتم خداع المستخدمين لزيارة المواقع المشبوه والتي تبدو مثل موقع إلكتروني لبنك مثلاً.